# Дзеленецька сільська рада
Дзелене́цька сільська́ ра́да — адміністративно-територіальна одиниця та орган місцевого самоврядування в Волочиському районі Хмельницької області. Адміністративний центр — село Дзеленці.

## Загальні відомості
Дзеленецька сільська рада утворена 19 грудня 2002 року.
- Територія ради: 2,72 км²
- Населення ради: 527 осіб (станом на 2001 рік)

## Історія
Хмельницька обласна рада рішенням від 19 грудня 2002 року у Волочиському районі утворила Дзеленецьку сільраду з центром у селі Дзеленці.

## Населені пункти
Сільській раді були підпорядковані населені пункти:
- с. Дзеленці

## Склад ради
Рада складалася з 14 депутатів та голови.
- Голова ради: Муха Галина Михайлівна

### Депутати
За результатами місцевих виборів 2010 року депутатами ради стали:

#### За суб'єктами висування
| Суб'єкт висування                                   | Кількість обраних депутатів | %    |
| --------------------------------------------------- | --------------------------- | ---- |
| Самовисування                                       | 13                          | 92,9 |
| Політична партія Всеукраїнське об'єднання «Свобода» | 1                           | 7,1  |

#### За округами
| № округу                                            | Прізвище, ім'я, по батькові       | Дата визнання обраним | Освіта             | Партійна приналежність                    | Відомості про обраного депутата                              |
| --------------------------------------------------- | --------------------------------- | --------------------- | ------------------ | ----------------------------------------- | ------------------------------------------------------------ |
| Політична партія Всеукраїнське об'єднання «Свобода» |                                   |                       |                    |                                           |                                                              |
| 10                                                  | Дзьобан Оксана Федорівна          | 02.11.2010            | середня            | член Всеукраїнського об'єднання «Свобода» | тимчасово не працює                                          |
| Самовисування                                       |                                   |                       |                    |                                           |                                                              |
| 1                                                   | Рибак Володимир Володимирович     | 02.11.2010            | вища               | позапартійний                             | Дзеленецький професійний аграрний ліцей, заступник директора |
| 2                                                   | Буяр Тетяна Павлівна              | 02.11.2010            | вища               | позапартійна                              | Дзеленецька загальноосвітня школа І-ІІ ст., директор         |
| 3                                                   | Розгонюк Петро Олександрович      | 02.11.2010            | середня спеціальна | позапартійний                             | Дзеленецький професійний аграрний ліцей, викладач            |
| 4                                                   | Гарасимів Володимир Євгенович     | 02.11.2010            | середня            | позапартійний                             | церковна парафія, настоятель парафії                         |
| 5                                                   | Дзьобан Микола Володимирович      | 02.11.2010            | середня            | позапартійний                             | приватний підприємець                                        |
| 6                                                   | Пец Віктор Васильович             | 02.11.2010            | середня            | позапартійний                             | тимчасово не працює                                          |
| 7                                                   | Панчук Галина Мирославівна        | 02.11.2010            | середня            | позапартійна                              | Дзеленецька сільська рада, секретар                          |
| 8                                                   | Клопотюк Іван Петрович            | 02.11.2010            | середня            | позапартійний                             | тимчасово не працює                                          |
| 9                                                   | Мазур Ігор Миколайович            | 02.11.2010            | вища               | позапартійний                             | Дзеленецький професійний аграрний ліцей, викладач            |
| 11                                                  | Михальчук Любов Євгенівна         | 02.11.2010            | вища               | позапартійна                              | Дзеленецька загальноосвітня школа І-ІІ ст., вчитель          |
| 12                                                  | Сторожук Ніна Броніславівна       | 02.11.2010            | середня            | позапартійна                              | Дзеленецький сільський клуб, завклуб                         |
| 13                                                  | Рибак Неля Вікторівна             | 02.11.2010            | середня            | позапартійна                              | Дзеленецька сільська рада, бухгалтер                         |
| 14                                                  | Замлинський Анатолій Анатолійович | 02.11.2010            | середня спеціальна | член Народної партії                      | фермерське господарство «Відродження», голова                |